# Худолей, Дмитрий Андреевич
Дмитрий Андреевич Худолей (укр. Дмитро Андрійович Худолій; 7 мая 1942 — 2 июля 2021) — украинский политический деятель, экономист, министр связи Украины.

## Биография
Родился 7 мая 1942 года в селе Роги Черкассойя области, Украинской ССР.
- 1960 — Служил в Советской Армии.
- 1971 — Окончил Киевский институт народного хозяйства (ныне Киевский национальный экономический университет имени Вадима Гетьмана), а позднее — аспирантуру Украинской государственной академии связи им. Попова.
- 1987 — Начальник Киевского областного производственно-технического управления связи.
- 1991 — Генеральный директор ПО «Киевсвязь».
- 1994 — Генеральный директор украинского объединения почтовой связи «Укрпочта».
- 1996 — Министр связи Украины.
- 1997 — Председатель государственного комитета связи Украины.
- 1998 — Член Политсовета НДП.
- 2007 — Пенсионер.

Умер 2 июля 2021 года в Киеве.

## Награды
- Орден Дружбы народов (1984), орден «За заслуги» III степени (11.1998).
- Медали.
- Почетная грамота КМ Украины (09.2002).